# Mroczków Gościnny
Mroczków Gościnny – wieś w Polsce położona w województwie łódzkim, w powiecie opoczyńskim, w gminie Opoczno nad rzeką Brzuśnią.
W latach 1975–1998 miejscowość administracyjnie należała do województwa piotrkowskiego.
Mroczków Gościnny nazywano w przeszłości Mroczkowem Małym albo Gościnnem. Wieś ta istniała już w początkach XV stulecia. W 1443 r. wspomniano ją jako własność starosty opoczyńskiego Mściuga z Gościnna.
W końcu XVIII i 1. połowie XIX wieku wieś znajdowała się w rękach Libiszowskich. W 1775 r., za czasów Marcina Libiszowskiego, członka komisji sejmowych istniał tu dwór, folwark, karczma i młyn oraz 20 gospodarstw chłopskich. Z kolei w XIX wieku właścicielem wsi był Antoni Libiszowski, pułkownik wojsk napoleońskich i poseł ziemi sandomierskiej.
We wsi znajduje się zabytkowy zespół dworsko-parkowy.
Wieś jest siedzibą rzymskokatolickiej parafii Narodzenia Najświętszej Maryi Panny w Mroczkowie Gościnnym. Stoi tu kościół parafialny pw. Narodzenia Najświętszej Marii Panny wzniesiony w początkach XIX stulecia. Kościół w Mroczkowie Gościnnym zbudowano pod koniec XX wieku.
Ponadto w Mroczkowie Gościnnym znajduje się jeszcze kilka ciekawych przyrodniczo oraz historycznie miejsc np. kopalnie Glinki ceramicznej, kilka rozrzuconych po okolicy kamieniołomów(największy z nich znajduje się na tzw. Jaziej Górze 240 m n.p.m. i należy do największych kamieniołomów w regionie Opoczyńskim).